# Tim Hightower
Tim Hightower (Alexandria, Virginia, Estados Unidos, 23 de mayo de 1986) es un jugador profesional de fútbol americano de la National Football League que juega en el equipo New Orleans Saints, en la posición de Running back con el número 34.

## Carrera deportiva
Tim Hightower proviene de la Universidad de Richmond y fue elegido en el Draft de la NFL de 2008.
Ha jugado en los equipos Arizona Cardinals, New Orleans Saints y Washington Redskins.

## Estadísticas generales
| Yardas | Touchdowns | Promedio |
| 187    | 1          | 3.5      |